# シェア型書店
シェア型書店（シェアがたしょてん）とは、利用者が書棚の一画を借りて書籍などを販売する書店の形態である。棚貸し書店（たなかししょてん）、シェア型本屋（シェアがたほんや）、棚貸し本屋（たなかしほんや）、共同型書店（きょうどうがたしょてん）とも呼ばれる。棚貸しだけを行うシェア型書店の他に、新刊や古書の書店が書棚の一部を利用者に貸す形態、カフェが貸し書棚を設ける形態など、複数の種類が存在する。

## 歴史
2021年時点において、日本で約40店のシェア型書店が開業している。毎日新聞の2022年の記事では、シェア型書店は全国各地に広がっており、「店主同士が交流を深めたり、商店街のにぎわいづくりに一役買ったりしている」と報じられた。
2022年、水野久美と樋口尚文の共同プロデュースによるシェア型書店「猫の本棚」が東京都神保町で開業した。同店では、著名な映画人の蔵書を集めて展示する催しも不定期で行われており、それらの書籍は一部を除いて閲覧や購入も可能である。これまでに、大島渚の生前の蔵書を陳列した大島渚文庫、秋吉久美子が自らの蔵書を陳列した秋吉久美子文庫、青山真治の生前の蔵書を陳列した青山真治文庫が開催された。
同年、鹿島茂のプロデュースによるシェア型書店「PASSGAGE by ALL REVIEWS」が神保町で開業した。書評ウェブサイトの「ALL REVIEWS」が母体となっている。店名はフランスのパサージュ（アーケード商店街）に由来している。当初は、「ALL REVIEWS」に参加していた書評家から棚主を募集したが、その後、一般人からも棚主を募集するようになった。開業3か月で全ての棚が埋まった。棚が空くたびに棚主を募集して抽選しており、競争倍率は約40倍に上ることがある。

## 関連文献
- “《シェアで書店主》Q＆Aで理解 シェア型本屋の棚主になる”. 週刊エコノミスト (2022年5月17日). 2023年5月4日閲覧。